# 3 ianuarie
ianuarie • februarie • martie  • aprilie  • mai  • iunie  • iulie  • august  • septembrie  • octombrie  • noiembrie  • decembrie
3 ianuarie este a patra zi a calendarului gregorian. Mai sunt 362 de zile până la sfârșitul anului (363 de zile în anii bisecți).

## Evenimente

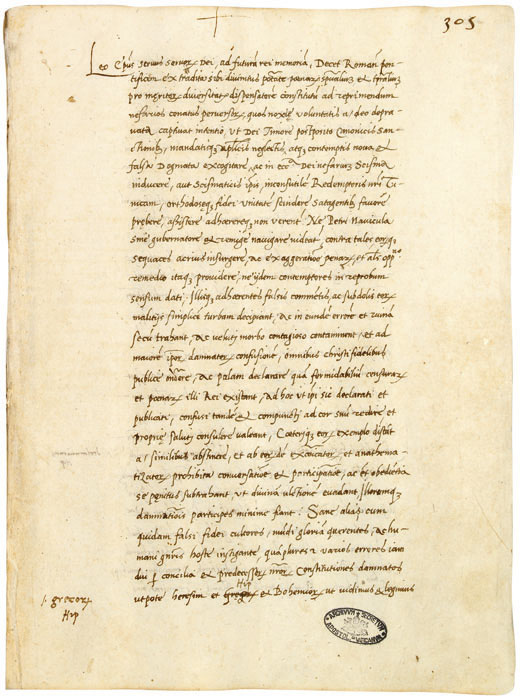
1521: Papa Leon al X-lea îl excomunică pe Martin Luther prin bula papală Decet Romanum Pontificem.

1870: A început construcția podului Brooklyn din New York, Statele Unite.

- 1472: Ștefan cel Mare acordă un important privilegiu comercial negustorilor brașoveni: libertate comercială deplină în întreaga țară și garantarea securității activității lor.
- 1521: Papa Leon al X-lea îl excomunică pe Martin Luther prin bula papală Decet Romanum Pontificem.[1]
- 1749: Apare la Copenhaga, cel mai vechi ziar danez, Berlingska Tidende.[2]
- 1805: Restrângerea dreptului țăranilor moldoveni asupra fânețelor, pășunilor și pădurilor.
- 1833: Marea Britanie a preluat controlul asupra Insulelor Falkland.[3]
- 1853: Apare la Sibiu Telegraful român, devenit ulterior, organul de presa al Mitropoliei ortodoxe de Sibiu.
- 1868: Restaurația Meiji în Japonia: Șogunatul Tokugawa este abolit; agenți din Satsuma și Chōshū pun mâna pe putere.
- 1870: A început construcția podului Brooklyn din New York, Statele Unite.[4]
- 1899: Prima utilizare a cuvântului „automobil" a apărut într-un editorial din New York Times.
- 1922: Apare, la București, revista "Contemporanul".
- 1925: Benito Mussolini a scos în afara legii partidele de opoziție, Partidul Fascist devenind unicul partid activ în Italia.
- 1936: A fost alcătuit primul top de muzică pop, pe baza vânzărilor de discuri, publicat de revista "Billboard", New York.
- 1948: Regele Mihai I, împreună cu Regina mamă Elena sunt siliți să părăsească România, luând cu ei doar câteva bunuri personale. Regele Mihai se va întoarce în țară abia în anul 1992, de Paște, după căderea regimului comunist din România, și va primi cetățenie română în anul 1997.
- 1959: Alaska a devenit cel de-al 49-lea stat american.[5]
- 1962: Papa Ioan al XXIII-lea îl excomunică pe Fidel Castro.[6]
- 1966: Havana – Se creează Organizația de Solidaritate a Popoarelor din Africa, Asia și America Latină la conferința celor trei continente.
- 1987: Aretha Franklin a fost inclusă în Rock and Roll Hall of Fame, devenind astfel prima femeie din lume care a primit aceasta distincție.
- 1990: Decret-lege al CFSN privind înființarea și înregistrarea oficială a partidelor politice din România.
- 1990: Fostul lider al Panama Manuel Noriega se predă forțelor americane.
- 1993: Moscova – Parafarea acordului de dezarmare strategică START II ce prevedea diminuarea în, 10 ani, cu doua treimi a arsenalelor nucleare strategice ale Rusiei și Americii.
- 2004: Un Boeing 737 aparținând companiei egiptene private Flash Airlines s-a prăbușit în Marea Roșie; accidentul aviatic s-a soldat cu 148 de morți.
- 2019: China a efectuat cu succes prima aselenizare realizată pe fața nevăzută a Lunii. Sonda spațială Chang'e 4 care a fost lansată la 8 decembrie 2018 a aselinizat la ora  02:26 GMT.[7]

## Nașteri
- 106 î.Hr.: Cicero, politician și filosof roman (d. 43 î.Hr.)
- 1591: Valentin de Boulogne, pictor francez (d. 1632)
- 1810: Antoine Thomson d'Abbadie, explorator și geograf francez (d. 1897)
- 1828: Jean-Marie Villard, pictor francez (d. 1899)
- 1883: Clement Attlee, politician britanic (d. 1967)
- 1886: Ion Grămadă, scriitor și istoric român (d. 1917)
- 1887: August Macke, pictor german (d. 1914)
- 1892: J.R.R. Tolkien, scriitor și filolog britanic (d. 1973)
- 1896: George Calboreanu, actor român (d. 1986)
- 1897: Pola Negri, actriță americană de origine poloneză (d. 1987)
- 1901: Ngo Dinh Diem, politician vietnamez (d. 1963)
- 1907: Ray Milland, actor britanic (d. 1986)

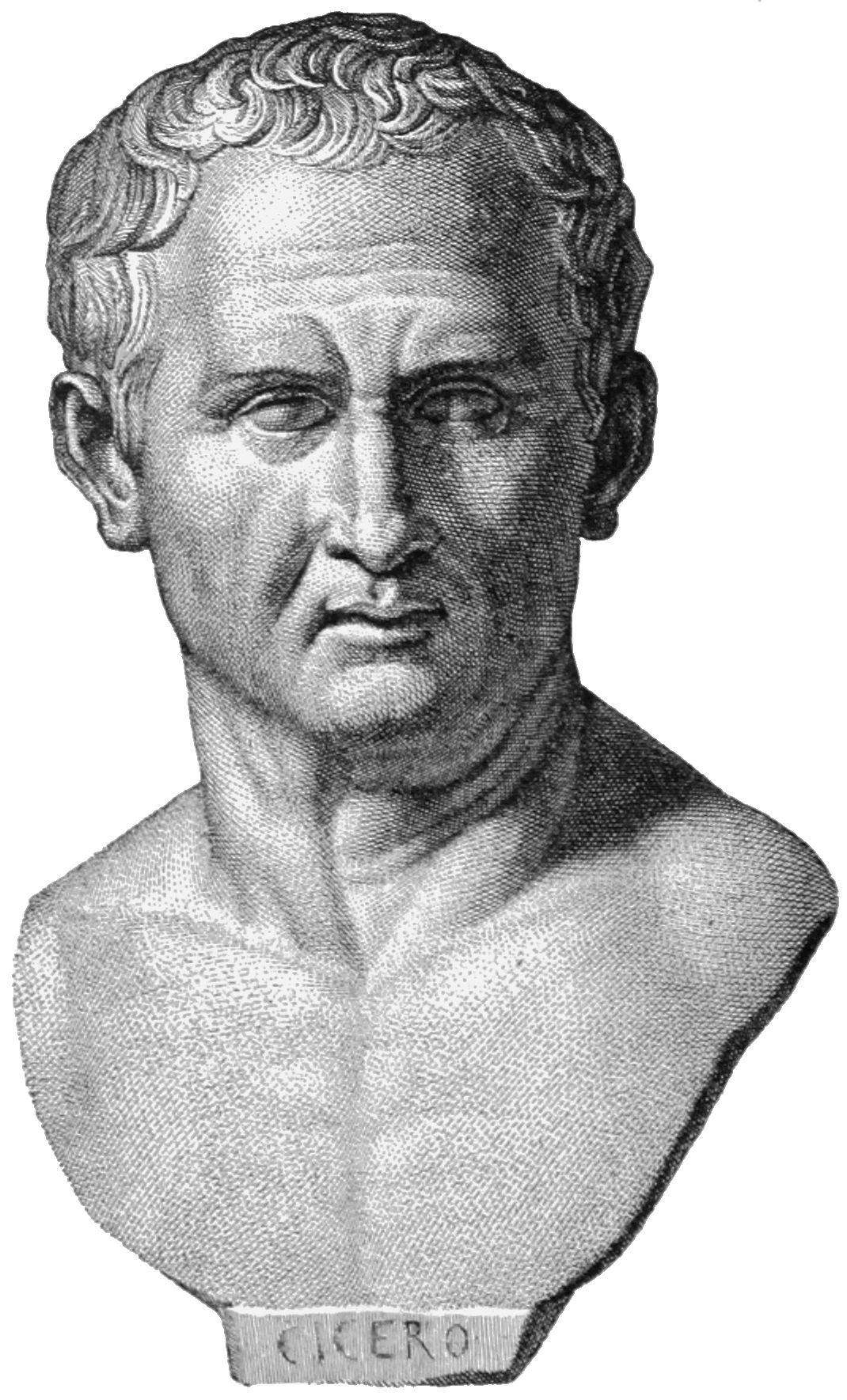
Cicero, politician și filosof roman
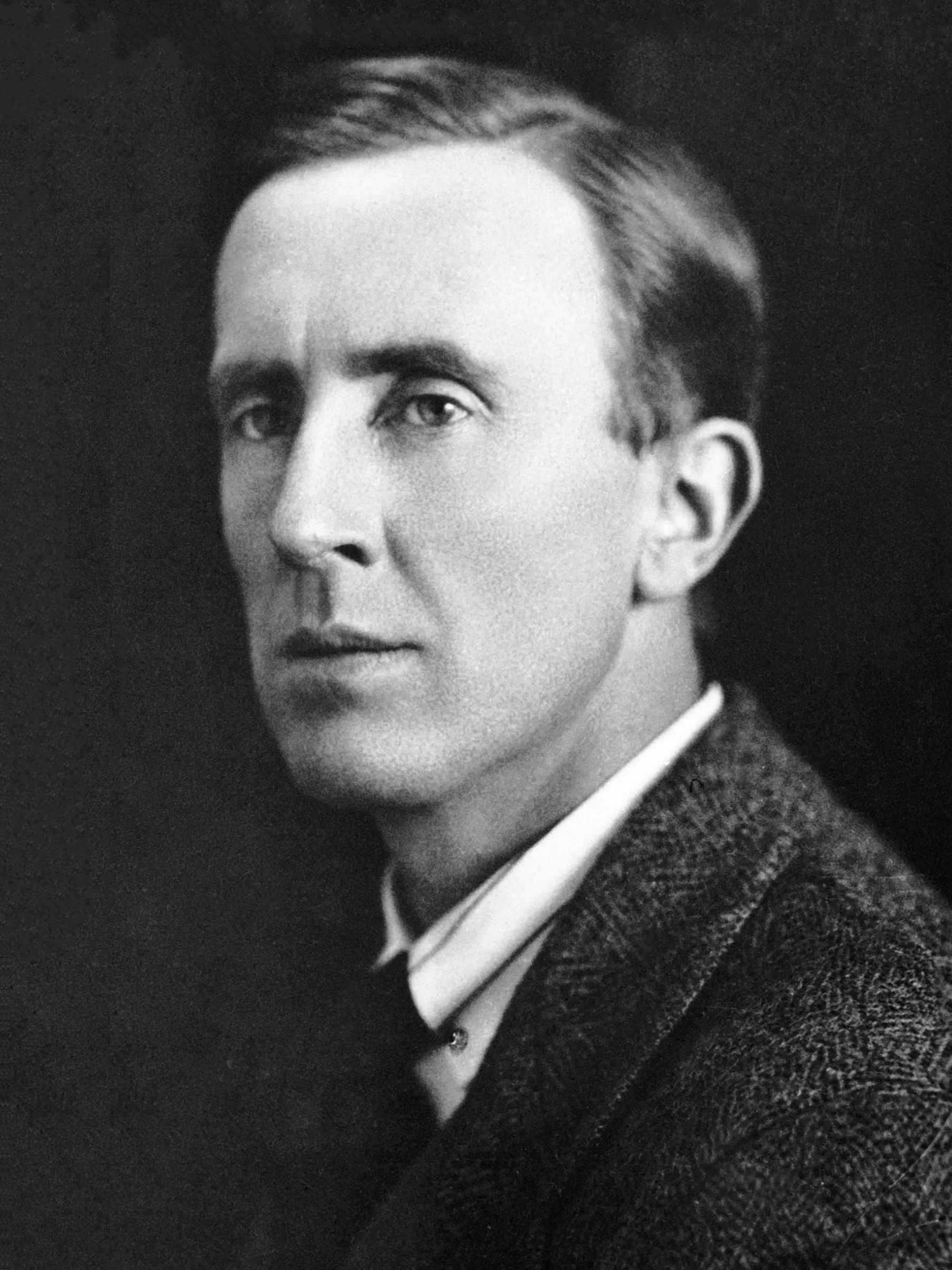
J.R.R. Tolkien, scriitor britanic
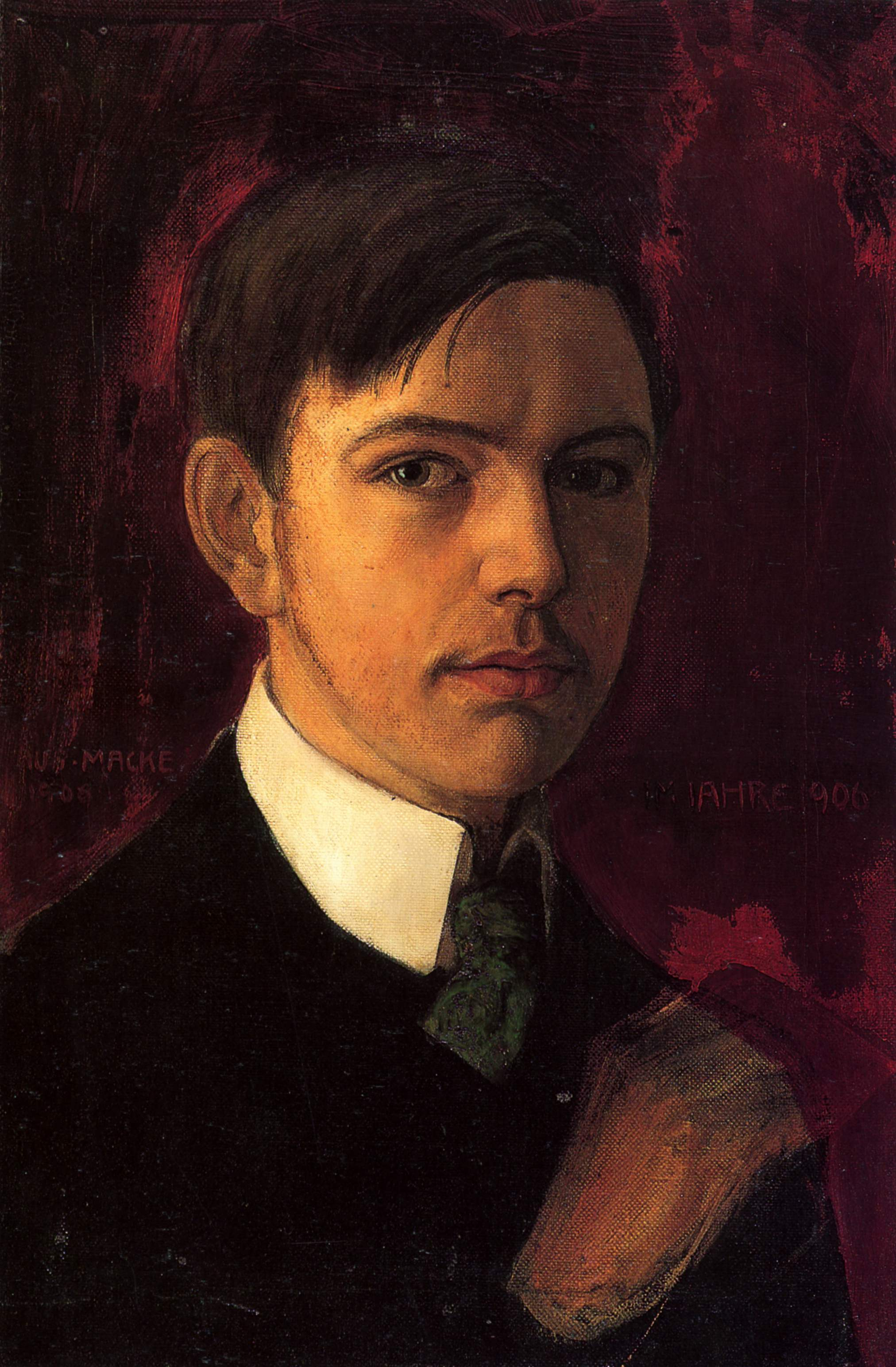
August Macke, pictor german

- 1912: Emil Condurachi, istoric și arheolog român, Doctor Honoris Causa al Universității din Bruxelles (d. 1987)
- 1912: Wolf Aichelburg, scriitor de limbă germană din România (d. 1994)
- 1914: Adelheid de Habsburg-Lorena, fiica cea mare a împăratului Carol I al Austriei (d. 1971)
- 1929: Sergio Leone, regizor italian (d. 1989)
- 1929: Gordon Earle Moore, fizician, chimist și om de afaceri american
- 1930: Petre Alexandrescu, istoric român (d. 2009)
- 1932: Dabney Coleman, actor american (d. 2024)
- 1936: Eugenia Botnaru, actriță de teatru și cinema din Republica Moldova (d. 2020)
- 1942: László Sólyom, președinte al Ungariei în perioada 2005-2010
- 1945: Petru Godja, politician român
- 1946: John Paul Jones, basist englez (Led Zeppelin)
- 1946: Victoria Principal, actriță americană
- 1952: Gianfranco Fini, politician italian

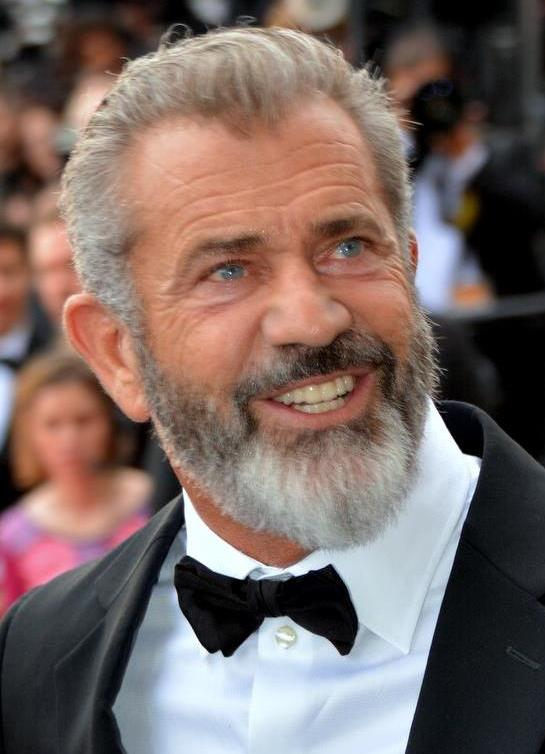
Mel Gibson, actor american
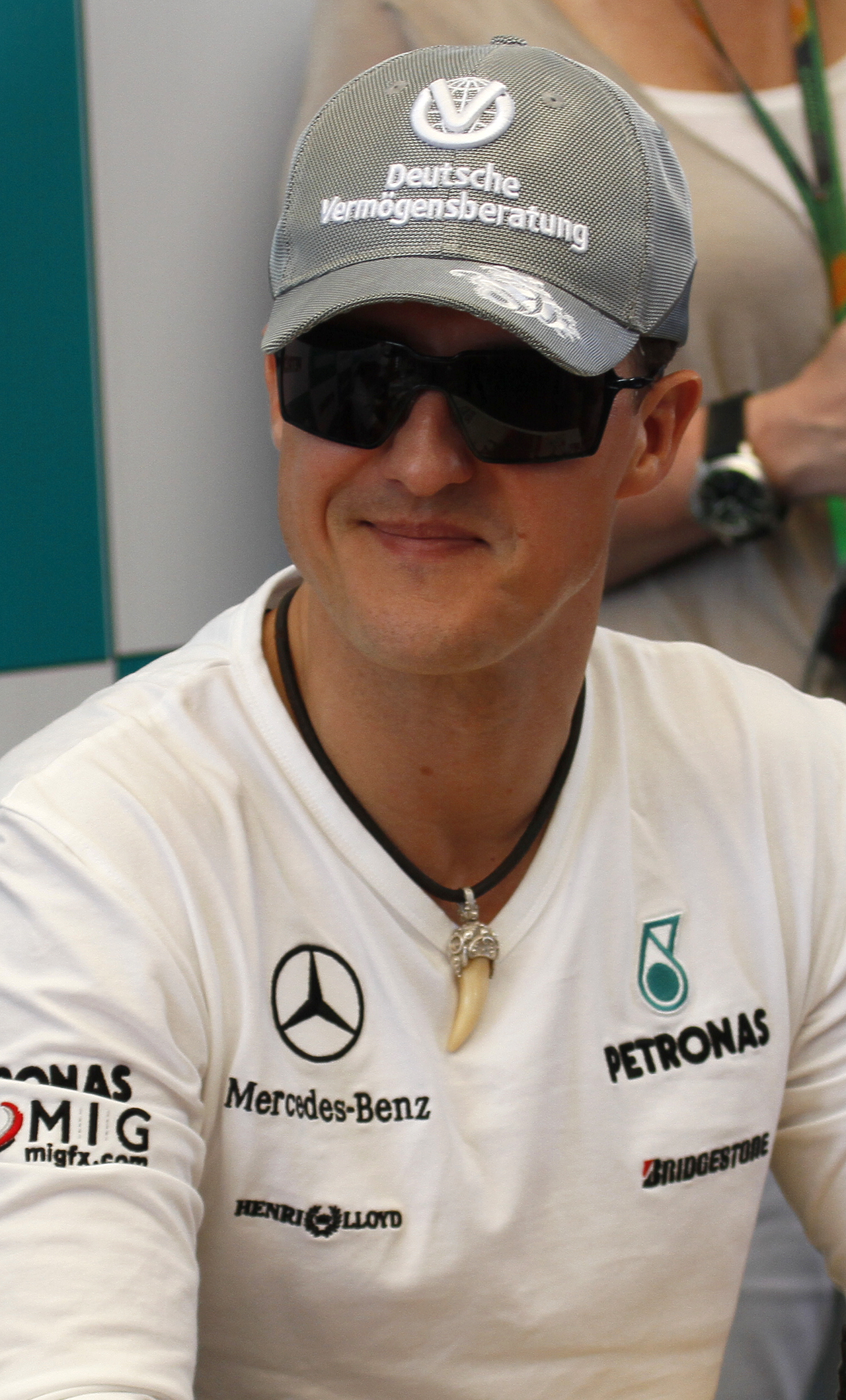
Michael Schumacher, pilot german de Formula 1
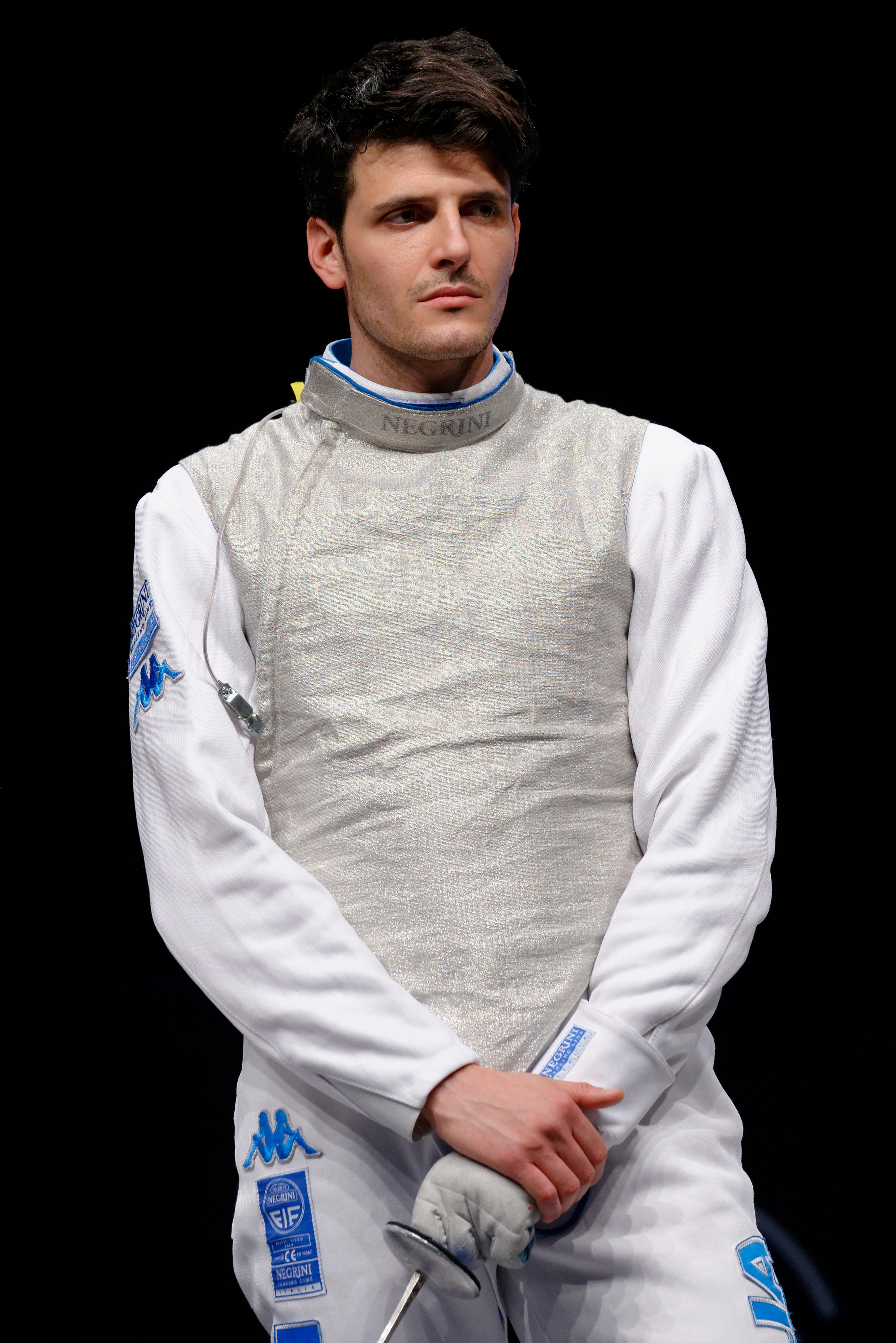
Andrea Cassarà, scrimer italian

- 1953: Gabriel Dorobanțu, interpret român de muzică ușoară
- 1956: Mel Gibson, actor și regizor american
- 1962: Guillermo Fariñas, activist pentru drepturile omului cubanez
- 1963: Gavrilă Balint, fotbalist și antrenor român
- 1968: Marius Iriza, politician român
- 1969: Michael Schumacher, pilot german de Formula 1
- 1972: Ghervazen Longher, politician român
- 1977: Mayumi Iizuka, cântăreață japoneză
- 1980: Emil Jula, fotbalist român (d. 2020)
- 1984: Andrea Cassarà, scrimer italian
- 1989: Alex D. Linz, actor american
- 1989: Kōhei Uchimura, gimnast japonez
- 2003: Greta Thunberg, activistă de mediu suedeză

## Decese
- 1322: Filip al V-lea, rege al Franței (n. 1293)
- 1437: Caterina de Valois, soția regelui Henric al V-lea al Angliei (n. 1401)
- 1795: Josiah Wedgwood, ceramist englez, inovator al tehnicii industriale a ceramicii de artă (n. 1730)
- 1838: Maximilian de Saxonia, Prințul Moștenitor al Saxoniei (n. 1759)
- 1865: Maria Ferdinanda de Saxonia, Mare Ducesă de Toscana (n. 1796)
- 1875: Pierre Larousse, lexicograf francez (n. 1817)
- 1880: Joaquim Espalter, pictor spaniol (n. 1809)

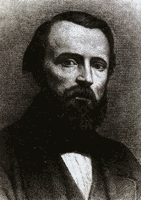
Pierre Larousse, lexicograf francez
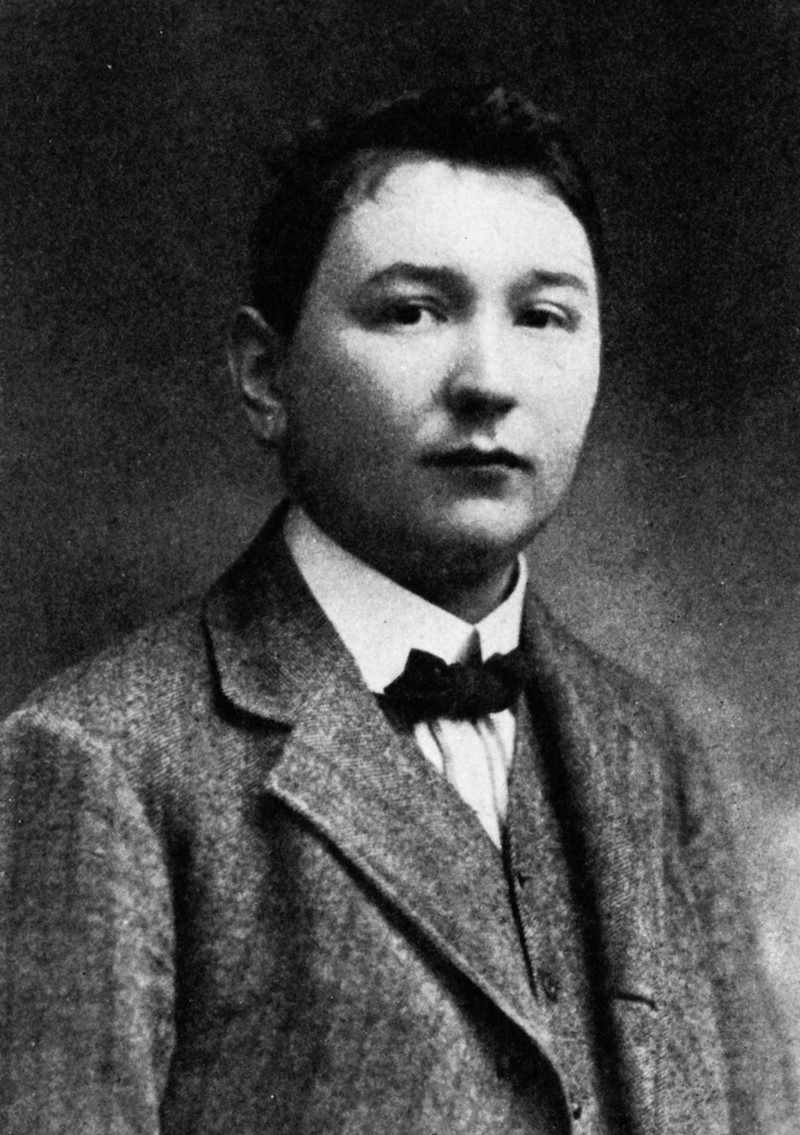
Jaroslav Hašek, romancier ceh
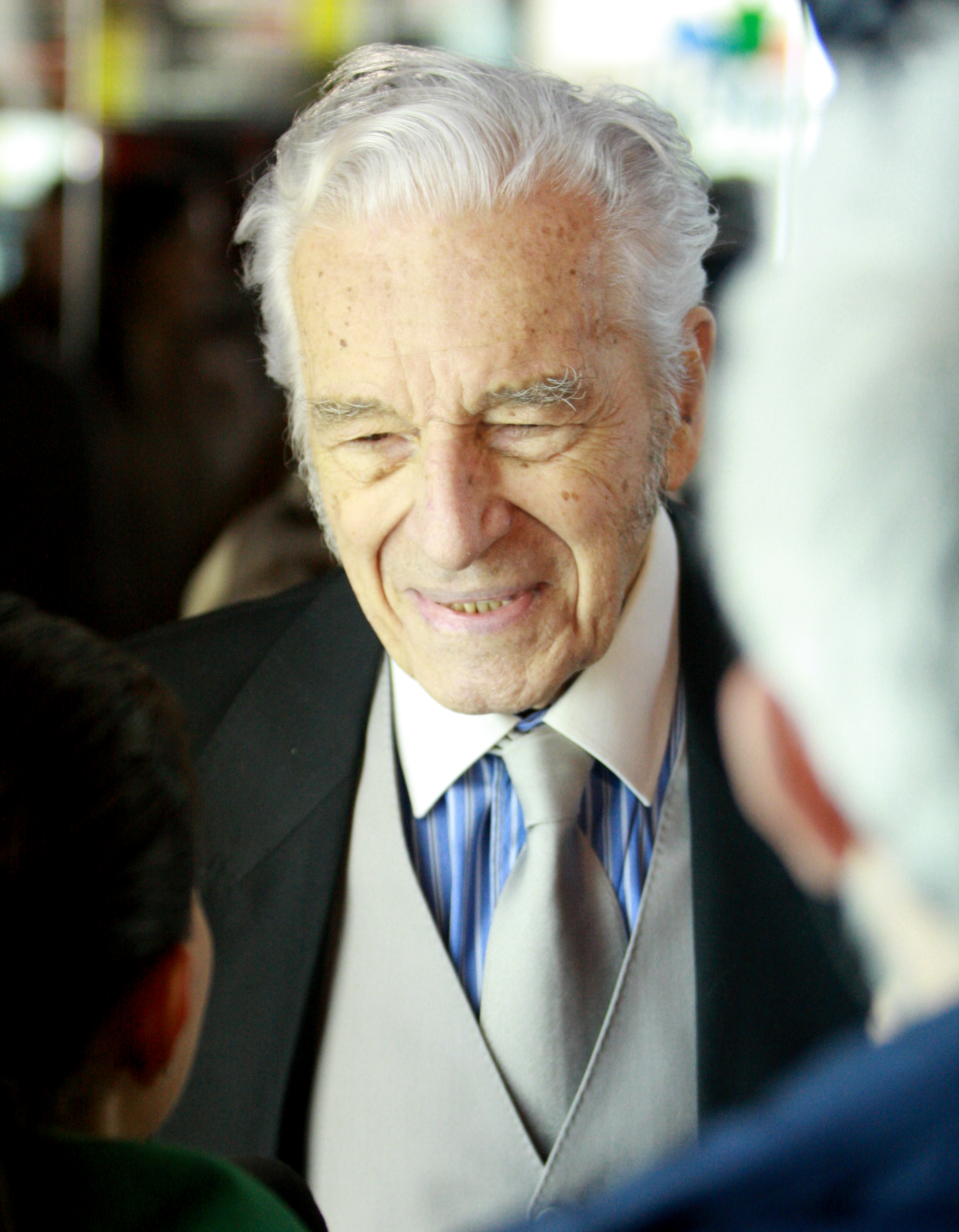
Sergiu Nicolaescu, regizor român

- 1914: Raoul Pugno,  compozitor, organist și pianist francez (n. 1852)
- 1923: Jaroslav Hašek, romancier ceh (n. 1883)
- 1933: Léon Cauvy, pictor francez (n. 1874)
- 1943: Kazuo Kubokawa, astronom japonez (n. 1903)
- 1948: Gustav Witt, astronom german (n. 1866)
- 1961: Nicolae Hortolomei, chirurg, membru titular al Academiei Române (n. 1885)
- 1961: Hasso von Wedel, șef al propagandei Wehrmacht-ului (n. 1898)
- 1981: Prințesa Alice, Contesă de Athlone (n. 1883)
- 1985: Nadia Popovici, pictoriță româncă (n. 1910)
- 1992: Judith Anderson, actriță americană de origine australiană (n. 1897)
- 2005: Will Eisner, scriitor de benzi desenate, artist și antreprenor american (n. 1917)
- 2013: Sergiu Nicolaescu, regizor și actor român (n. 1930)
- 2016: Peter Naur, informatician danez (n. 1928)
- 2017: Shigeru Kōyama, actor japonez de film (n. 1929)
- 2019: Nicolae-Marian Iorga, senator român (n. 1946)
- 2020: Abu Mehdi al-Muhandis, politician și comandant militar irakiano-iranian (n. 1954)
- 2020: Qasem Soleimani, general-maior iranian (n. 1957)
- 2022: George Bălan, filosof, muzicolog și aforist român (n. 1929)
- 2023: Mitică Popescu, actor român de film, radio, teatru, televiziune și voce (n. 1936)

## Sărbători
- Sf. Prooroc Maleahi; Sf. Mucenic Gordie (calendar creștin-ortodox și greco-catolic)
- Sf. Genoveva; Preasfântul Nume al lui Isus (calendar romano-catolic)